# Santo contra los asesinos de otros mundos
Série
Santo contre les momies de Guanajuato
(1972) Santo y el águila real
(1973)
Pour plus de détails, voir Fiche technique et Distribution.
Santo contra los asesinos de otros mundos (trad. litt. : « Santo contre les assassins d'autres mondes ») est un film mexicain de 1973 de Rubén Galindo. Il fait partie de la série des Santo, el enmascarado de plata.

## Fiche technique
- Titre original : Santo contra los asesinos de otros mundos
- Titre anglais ou international : Santo vs. the Killers from Other Worlds
- Réalisation : Rubén Galindo
- Scénario : Rubén Galindo et Ramón Obón
- Photographie : Raúl Martínez Solares
- Montage : Jorge Busto
- Musique : Chucho Zarzosa
- Production : Pedro Galindo Aguilar
- Société(s) de production : Filmadora Chapultepec
- Pays d’origine :  Mexique
- Langue originale : espagnol
- Format : couleur (Eastmancolor) — 35 mm — son Mono
- Genre : action, aventure
- Durée : 85 minutes
- Dates de sortie :
  - Mexique : 1er février 1973

## Distribution
- El Santo : Santo
- Juan Gallardo : Boris Licur
- Sasha Montenegro : Karen Bernstein
- Carlos Agostí : Malkosh
- Marco Antonio Campos : Chef O'Connor
- Patricia Borges
- Carlos Suárez : Dr. Bernstein
- Gerardo Zepeda : homme de main de Licur
- Sonia Fuentes
- Carlos Guarneros
- Armando Acosta : une victime
- Marcelo Villamil : une victime